# Кіньямел
Кіньямел — один з 3 секторів округу Біомбо Гвінеї-Бісау. Населення — 45 604 чол.

## Клімат
Місто знаходиться у зоні, котра характеризується кліматом тропічних саван. Найтепліший місяць — травень із середньою температурою 28.1 °C (82.6 °F). Найхолодніший місяць — січень, із середньою температурою 25.2 °С (77.4 °F).
| Клімат Кіньямеля        | Клімат Кіньямеля | Клімат Кіньямеля | Клімат Кіньямеля | Клімат Кіньямеля | Клімат Кіньямеля | Клімат Кіньямеля | Клімат Кіньямеля | Клімат Кіньямеля | Клімат Кіньямеля | Клімат Кіньямеля | Клімат Кіньямеля | Клімат Кіньямеля | Клімат Кіньямеля |
| Показник                | Січ.             | Лют.             | Бер.             | Квіт.            | Трав.            | Черв.            | Лип.             | Серп.            | Вер.             | Жовт.            | Лист.            | Груд.            | Рік              |
| Середня температура, °C | 25,2             | 26,5             | 27,2             | 27,5             | 28,1             | 27,8             | 26,8             | 26,6             | 26,8             | 27,5             | 27,1             | 25,3             | 26,9             |
| Норма опадів, мм        | 0.2              | 0.7              | 0.2              | 0                | 18.7             | 151.7            | 428.8            | 559.8            | 389.5            | 151.7            | 17.3             | 1.7              | 1720.3           |
| Днів з опадами          | 0,3              | 0,4              | 0,3              | 0,7              | 2,7              | 9,6              | 18,1             | 21,9             | 19               | 10,1             | 1,8              | 0,6              | 85,5             |
| Вологість повітря, %    | 50.1             | 51               | 50.7             | 53.2             | 61.4             | 71.8             | 78.8             | 82.7             | 85               | 79               | 68.5             | 56.2             | 65.7             |
| ----------------------- | ---------------- | ---------------- | ---------------- | ---------------- | ---------------- | ---------------- | ---------------- | ---------------- | ---------------- | ---------------- | ---------------- | ---------------- | ---------------- |
| Джерело: Weatherbase    |                  |                  |                  |                  |                  |                  |                  |                  |                  |                  |                  |                  |                  |